# Ellscheid

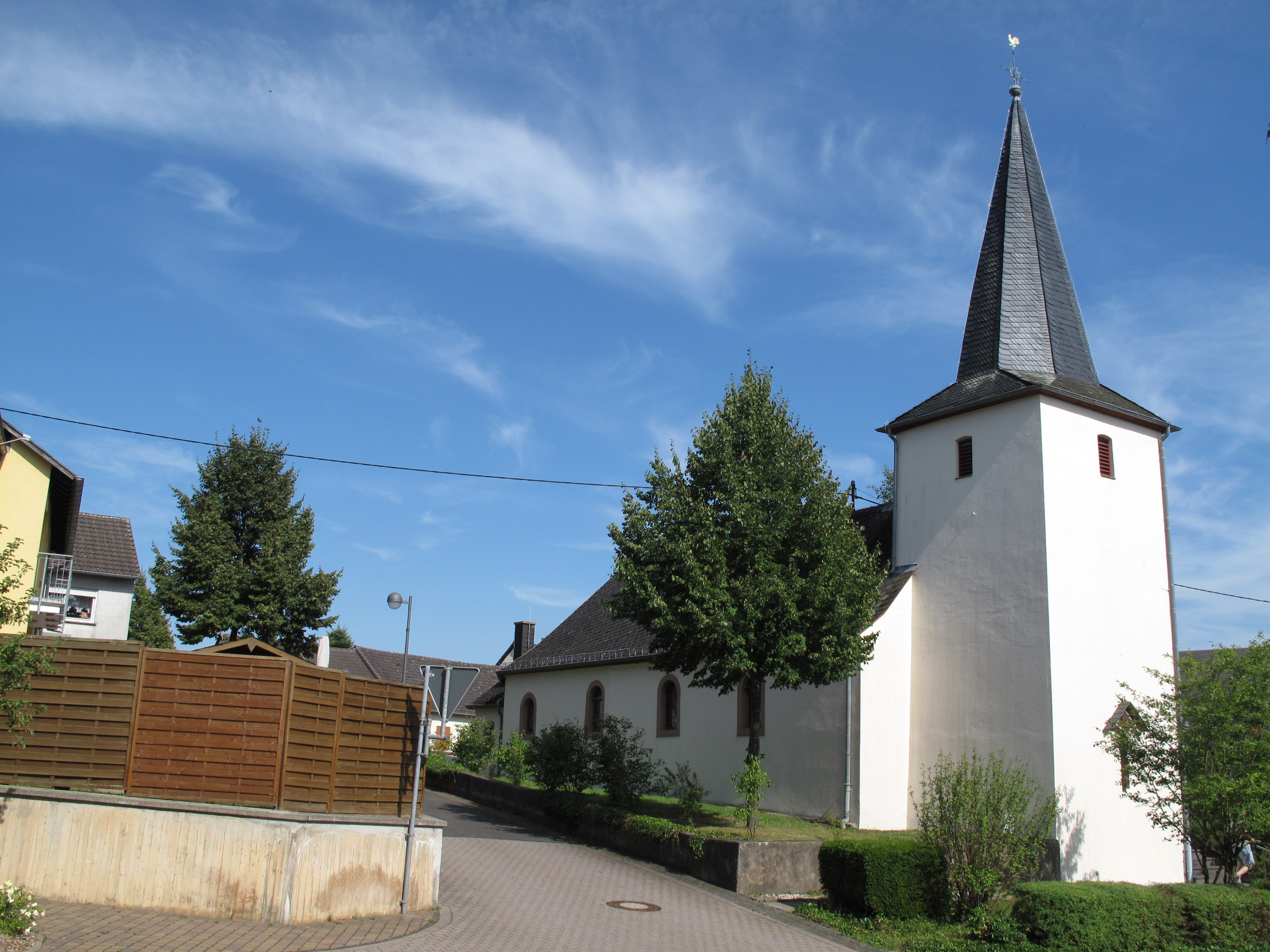
Ellscheid, Kirche

Ellscheid ist eine Ortsgemeinde im Landkreis Vulkaneifel in Rheinland-Pfalz. Sie gehört der Verbandsgemeinde Daun an.

## Geographie
Ellscheid liegt mitten in der Vulkaneifel und im Osten des Landschaftsschutzgebietes „Zwischen Ueß und Kyll“ nördlich des Pulvermaars. Ausflugsziel ist das Naturschutzgebiet Mürmes. Das Mürmes ist ein Sumpfgebiet zwischen Ellscheid, Saxler und Mehren. Zu Ellscheid gehören auch die Wohnplätze Hünenhof und Waldhof.

## Archäologie
Auf der Gemarkung von Ellscheid befinden sich eine Anzahl von keltischen Hügelgräbern, deren älteste aus der Hallstattzeit (6. bis 7. Jahrhundert v. Chr.) sind und der Hunsrück-Eifel-Kultur zugeordnet werden. Bei einigen ist die Entstehungszeit noch unbestimmt. Weiterhin wurden Funde aus der Römerzeit gemacht.
Im nördlich des Ortes liegenden Grabhügelfeld „Stackenbruch“ sind über 30 Grabhügel unbekannter Zeitstellung, die eine Höhe von bis zu 2 Metern und einen Umfang von etwa 30 Metern haben.
Eine ausgedehnte Grabhügelnekropole von mindestens 35 Grabhügeln in zwei Gruppen befindet sich in den „Rothreisern“, ebenfalls nördlich von Ellscheid. Sie stammen aus der frühen Eisenzeit (6. Jahrhundert v. Chr.). Drei der Grabhügel wurden 1888 von Felix Hettner ausgegraben. Es wurden zwei Körpergräber mit geringen Beigaben entdeckt.
Fünf weitere Grabhügel liegen nordwestlich des Ortes im Distrikt „Moosholz“. Bei einer Ausgrabung im Jahr 1966 wurden nur geringe Holzkohle- und Keramikreste gefunden. In der Nähe wurde ein reich mit Keramik ausgestattetes Brandgrab mit Ziegelplattenumstellung entdeckt, das dem letzten Viertel des 1. Jahrhunderts n. Chr. zugeordnet wurde.
Südöstlich von Ellscheid in Richtung Gillenfeld wurde 1961 ein Grabhügel eingeebnet, der zuvor vom Rheinischen Landesmuseum Trier untersucht wurde. Es wurden zwei Brandgruben gefunden, anhand der Grabbeigaben wurde der Grabhügel auf die zweite Hälfte des 1. Jahrhunderts n. Chr. datiert.
Eine bereits seit 1854 bekannte Fundstelle im „Strothflur“ (südlich des Ortes Richtung Gillenfeld) wurde von Wissenschaftlern der Universität zu Köln geomagnetisch untersucht. Die Messungen lassen eine römische Villa vermuten, deren Hauptgebäude etwa 36 Meter lang und 29 Meter breit ist. Die Nutzung des Gutshofs lag in die Zeit zwischen dem 1. und dem 4. Jahrhundert.

## Geschichte

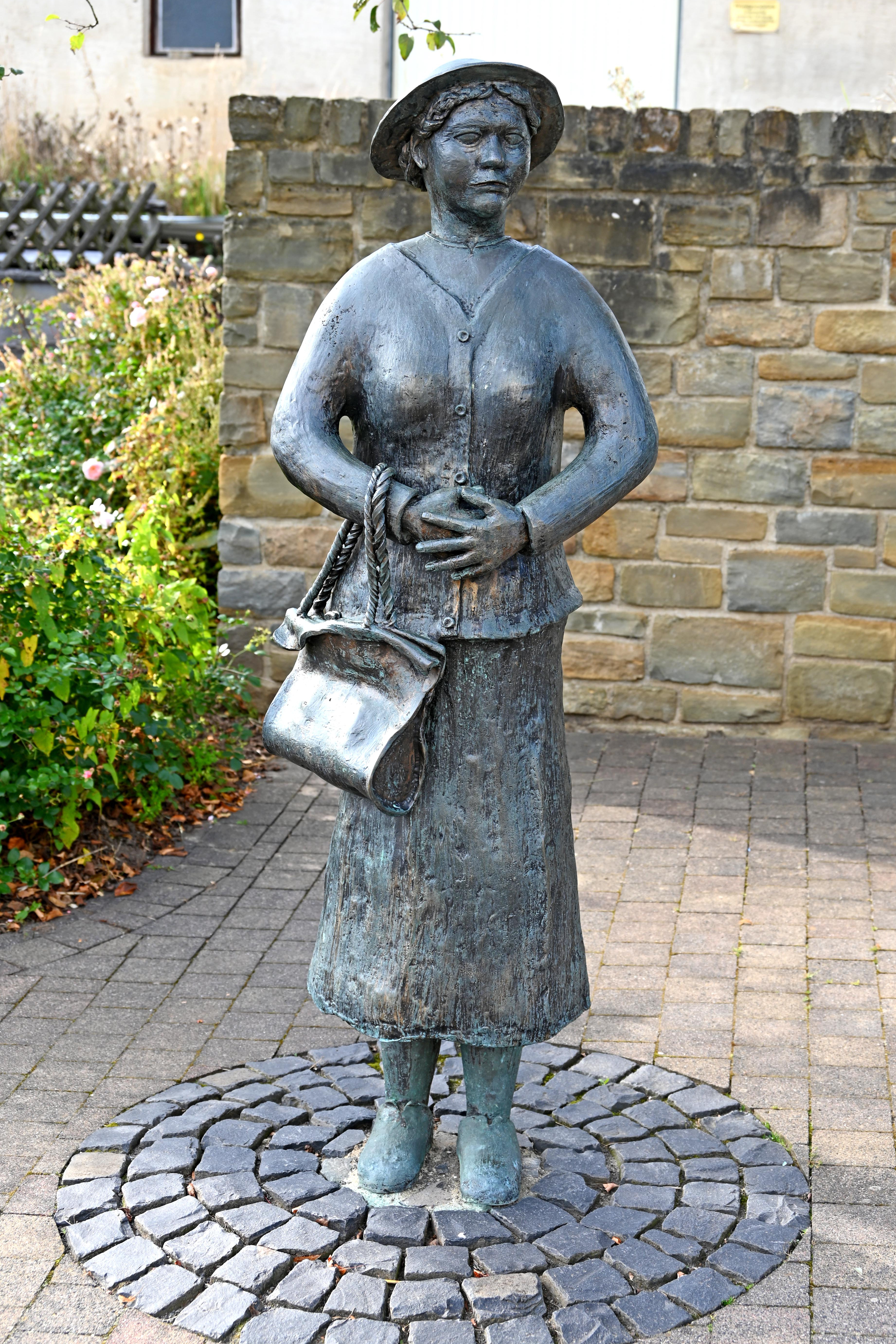
Bronzefigur „Os Tant wort op de Bus“

Die erste urkundliche Erwähnung unter dem Namen „Hedelscheit“ erfolgte im Jahr 1136, als Adalbero von Basel (1131–1136) dem Stift Sankt Marien in Prüm einen Wald schenkte und frühere Schenkungen bestätigte. 1563 umfasste die Ortschaft unter dem Namen Elscheid 13, 1684 zwölf Feuerstellen. Landesherrlich gehörte sie bis Ende des 18. Jahrhunderts zum Kurfürstentum Trier und unterstand als Teil der Zent Ellscheid der Verwaltung des Amtes und Hochgerichts Daun. Der Zent Ellscheid umfasste auch die Ortschaft Immerath mit dem Heckenhof. 1787 verzeichnete Ellscheid 127 Einwohner.
Einwohnerentwicklung
Die Entwicklung der Einwohnerzahl von Ellscheid, die Werte von 1871 bis 1987 beruhen auf Volkszählungen:
| Jahr | Einwohner |
| ---- | --------- |
| 1815 | 172       |
| 1835 | 207       |
| 1871 | 220       |
| 1905 | 239       |
| 1939 | 272       |
| 1950 | 284       |
| 1961 | 262       |

| Jahr | Einwohner |
| ---- | --------- |
| 1970 | 280       |
| 1987 | 256       |
| 1997 | 264       |
| 2005 | 285       |
| 2011 | 269       |
| 2017 | 267       |
| 2023 | 305       |

## Politik

### Gemeinderat
Der Gemeinderat in Ellscheid besteht aus sechs Ratsmitgliedern, die bei der Kommunalwahl am 9. Juni 2024 in einer Mehrheitswahl gewählt wurden, und dem ehrenamtlichen Ortsbürgermeister als Vorsitzendem.

### Bürgermeister
Andreas Alt wurde am 16. September 2024 Ortsbürgermeister von Ellscheid. Da bei der Direktwahl am 9. Juni 2024 kein Bewerber angetreten war, oblag die Neuwahl des Bürgermeisters gemäß Gemeindeordnung dem Rat.
Zuvor wurde das Amt von Dieter Ackermann (2014–2024) und Albert Borsch (1999–2014) ausgeübt.

### Wappen
| Wappen von Ellscheid | Blasonierung: „Von Silber und Blau schräglinks geteilt; oben ein rotes Antoniuskreuz mit 2 Glöckchen unten 3 (1:1:1) silberne Fische“ |
| Wappen von Ellscheid | Wappenbegründung: Das Antoniuskreuz mit den beiden Pilgerglöckchen weist auf den Orts- und Kirchenpatron, den hl. Antonius, hin. Die drei Fische symbolisieren die drei ehemaligen kurfürstlichen Fischweiher: Mürmesweiher, Finkenweiher und Mittelweiher. |

## Bauwerke

St. Antonius
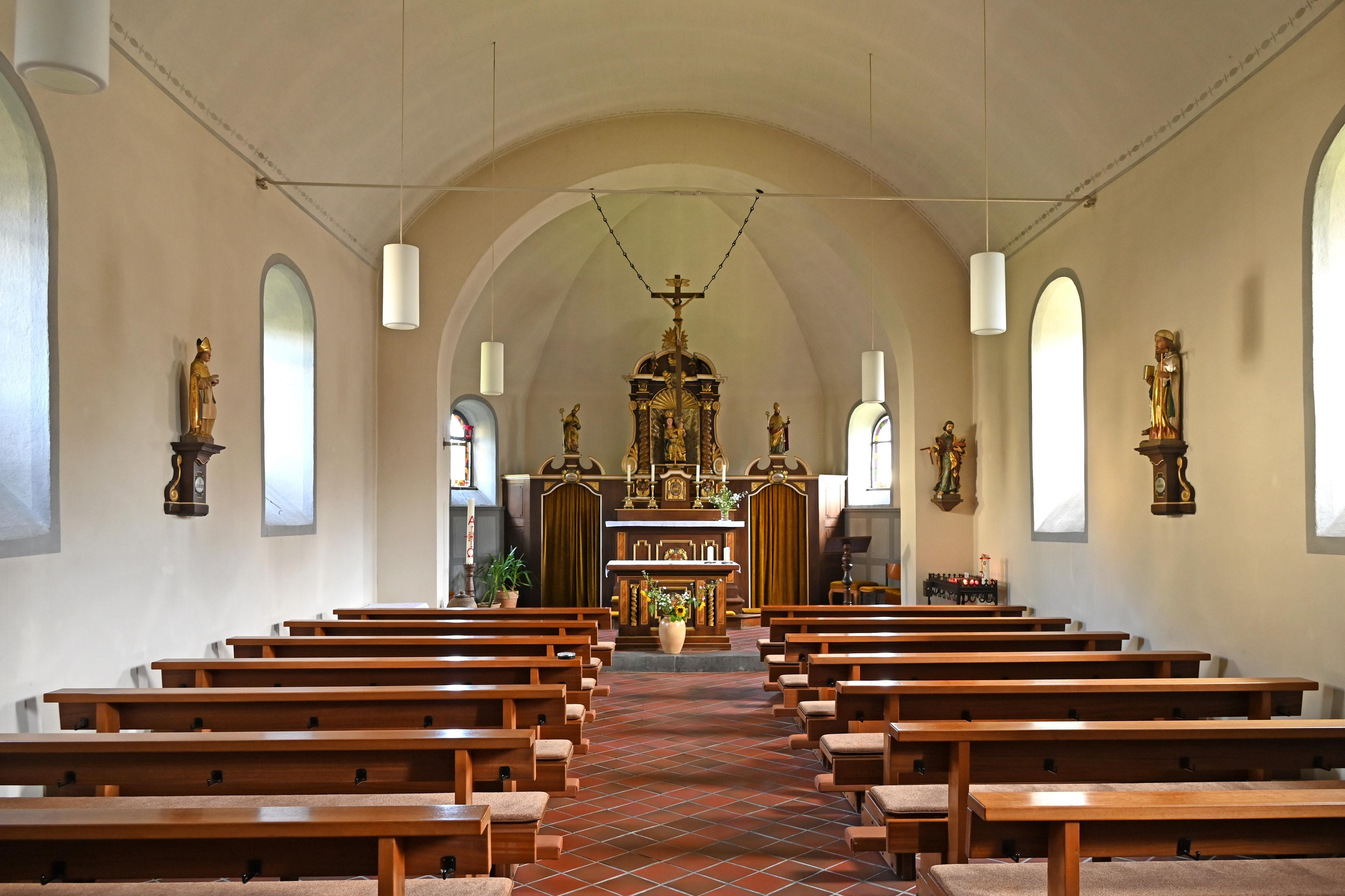
Innenraum
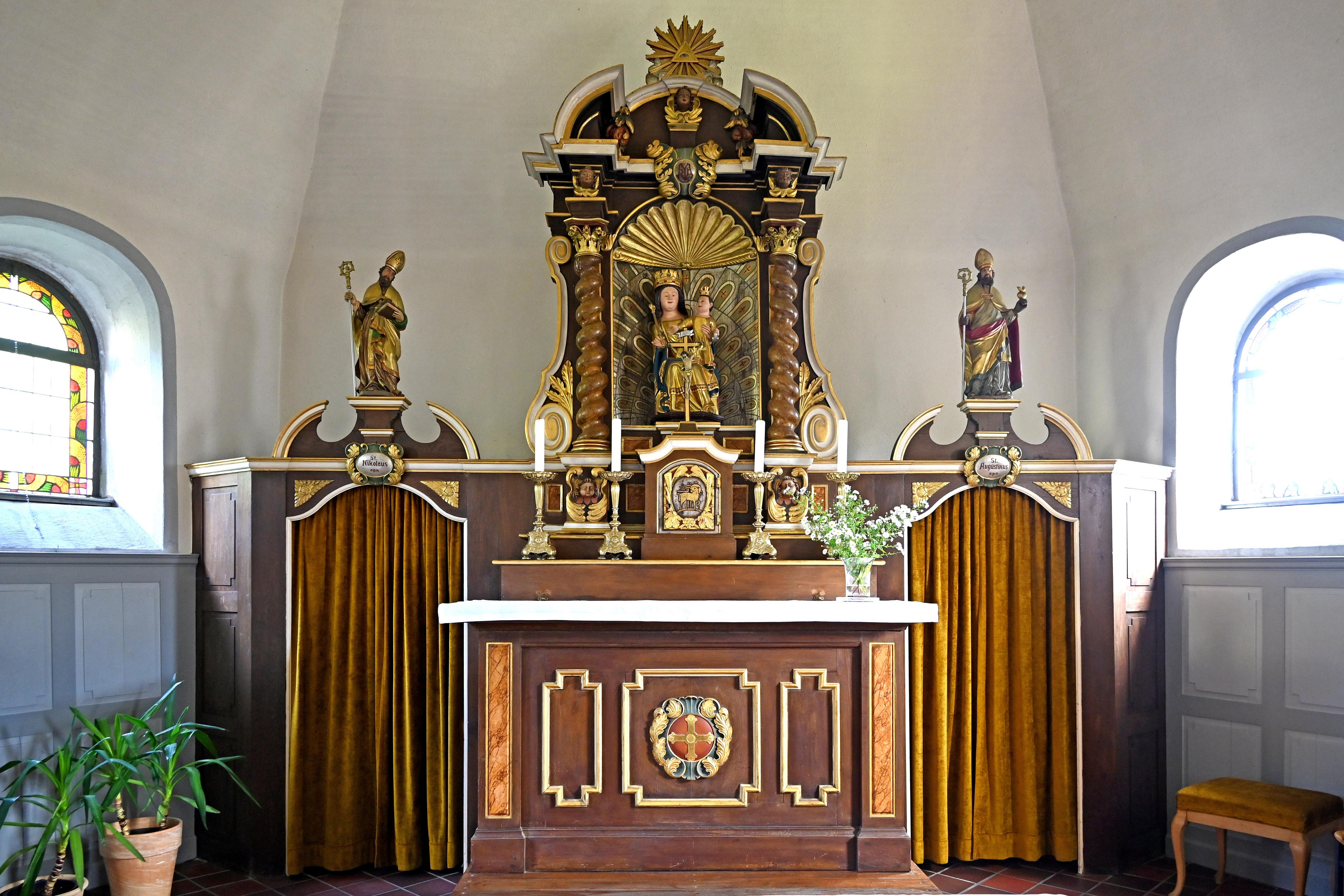
Barocker Hochaltar
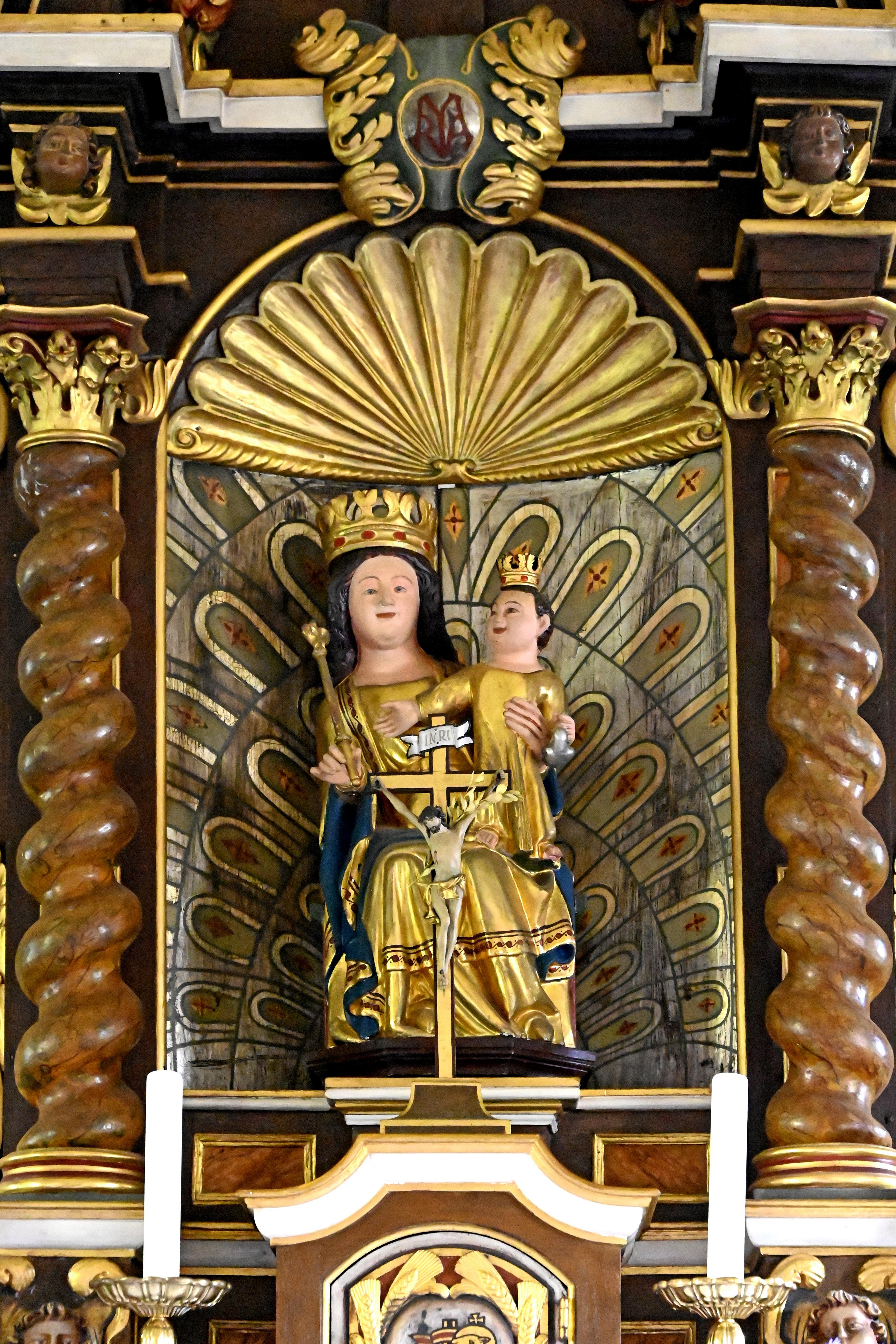
Marienstatue
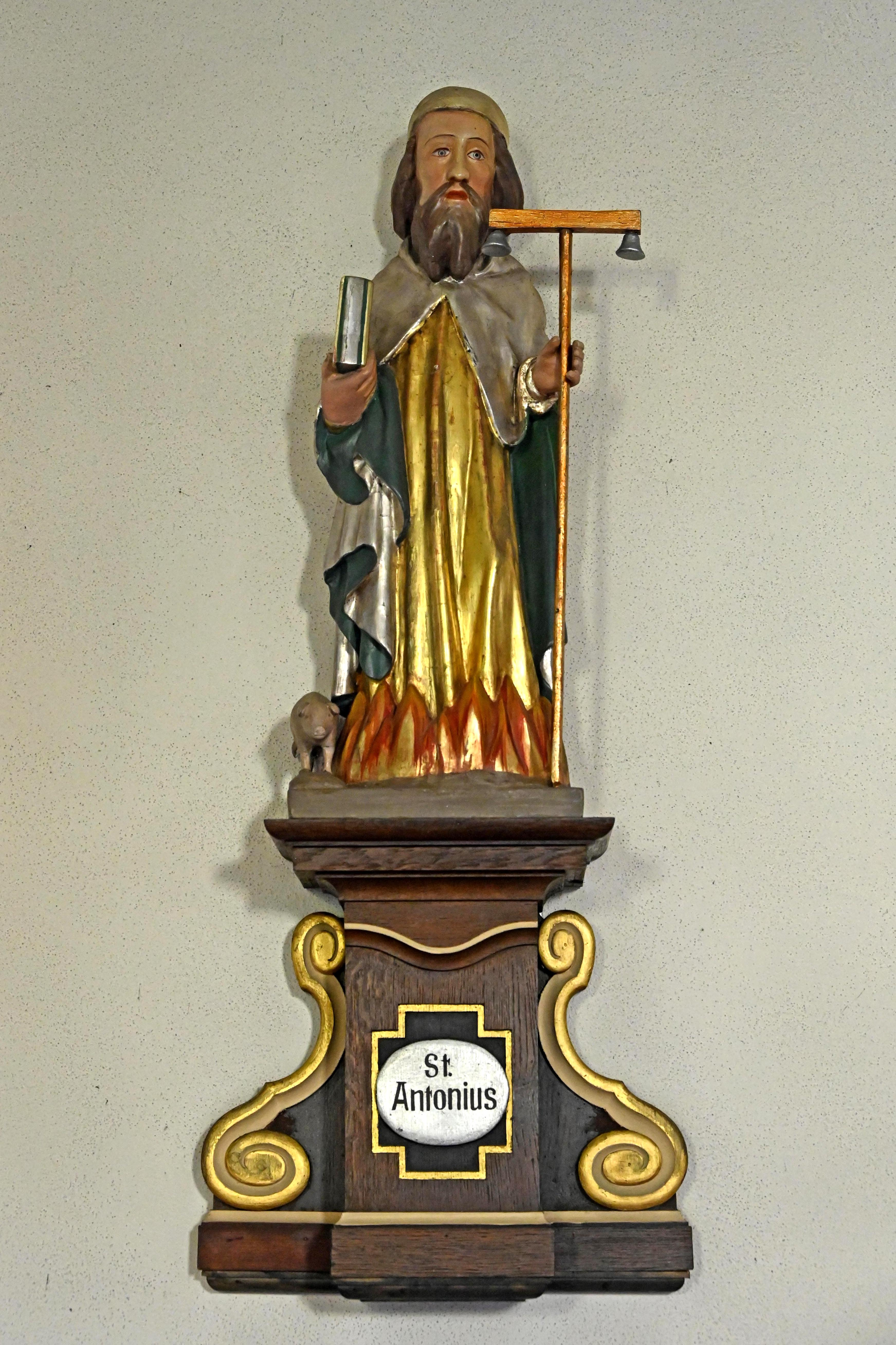
Statue St. Antonius
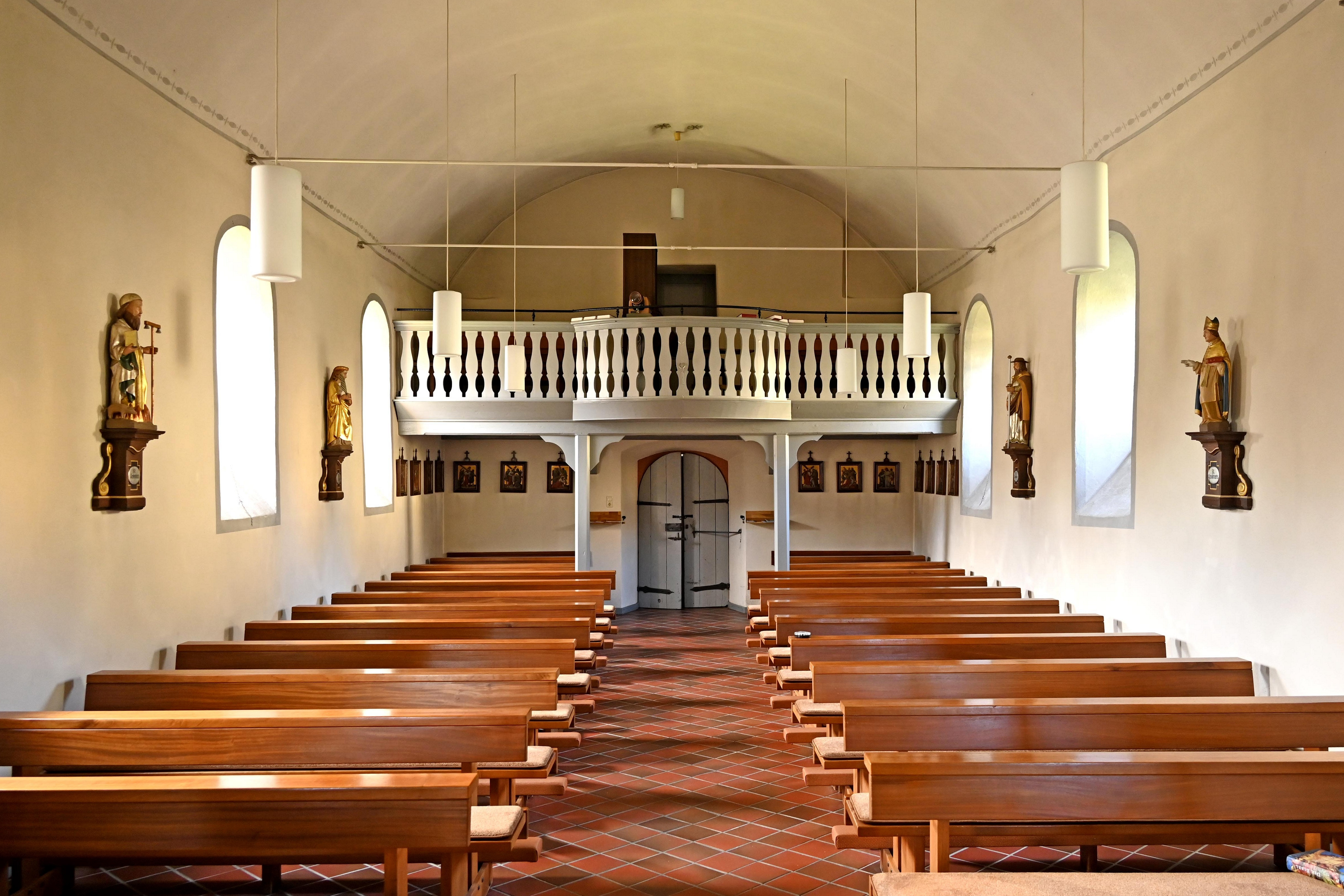
Blick zur Empore

Siehe Liste der Kulturdenkmäler in Ellscheid